# Antics Jutjats de Primera Instància de Manresa
El Antics Jutjats de Primera Instància de Manresa és un edifici del municipi de Manresa (Bages) protegit com a bé cultural d'interès local.
Projectat el 1661, les obres acabaren el 1671 i s'hi han fet reformes i ampliacions els anys 1860,1882, i 1979.

## Descripció
És un edifici públic de caràcter monumental amb dues façanes principals fent cantonada. Arquitectura civil barroca-classicista. Està format per un cos principal de planta quadrangular i altres dos cossos afegits. De planta baixa i pis, de composició simètrica i unitària. Les façanes ordenades simètricament, amb ritme de finestres i balcons verticals. Sòcol a la base i coronació amb cornisa motllurada recta, senzilla. Destaca el gran portal d'entrada adovellat de mig punt. L'interior està reformat.